# Bob Norris
Robert Harold Norris, detto Bob (Santa Rosa, 20 agosto 1924 – 4 gennaio 2018), è stato un cestista britannico.

## Carriera
Con la Gran Bretagna ha disputato le Olimpiadi del 1948, a Londra, giocando 8 partite.